# Dmitri Nikolajewitsch Barsuk

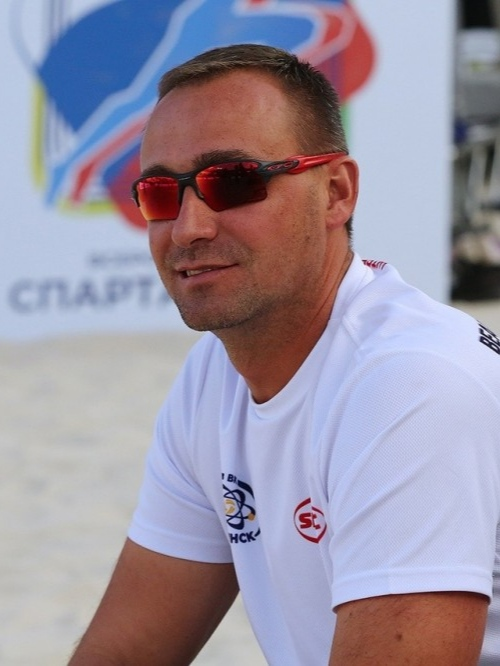
Dmitri Nikolajewitsch Barsuk (2023)

Dmitri Nikolajewitsch Barsuk (* 20. Januar 1980 in Armawir, Russische SFSR, Sowjetunion) ist ein russischer Volleyball- und Beachvolleyballspieler.

## Karriere
Barsuk spielte seit 1995 mit Alexei Tarantin und gewann 1999 die Jugend-Europameisterschaft. Mit Wladimir Kostjukow holte er in den nächsten beiden Jahren zwei Bronzemedaillen in diesem Wettbewerb. Außerdem gewann das Duo 2001 die russische Meisterschaft. Weitere Partner Barsuks in den ersten Jahren waren Michail Kuschnerjow und Denis Tenenbaum.
In Rhodos trat Barsuk 2003 erstmals mit Roman Arkajew an. Bei der Europameisterschaft in Alanya verpasste das neue Duo als Vierter nur knapp eine Medaille und bei der Weltmeisterschaft in Rio de Janeiro belegten sie Platz 17. Das kontinentale Turnier 2004 und die Weltmeisterschaft in Berlin beendeten Barsuk / Arkajew jeweils als Neunter.
In Vitória hatte Barsuk 2006 seinen ersten gemeinsamen Auftritt mit seinem neuen Partner Igor Kolodinski und erreichte sofort eine Top-Ten-Platzierung. 2007 gewann das Duo drei Bronzemedaillen bei Open-Turnieren. Bei der Weltmeisterschaft in Gstaad unterlagen Kolodinski / Barsuk erst im Finale den US-Amerikanern Todd Rogers / Phil Dalhausser. Außerdem wurden sie Fünfter der Europameisterschaft in Valencia und Zweiter vor heimischem Publikum in Sankt Petersburg. Nach dem dritten Rang bei der Europameisterschaft 2008 gewannen sie in Klagenfurt als erste russische Beachvolleyballer ein Grand-Slam-Turnier. Anschließend nahmen sie am olympischen Turnier in Peking teil und belegten den neunten Platz. 2009 in Kristiansand gab es einen weiteren Turniersieg.
2011 spielte Barsuk ohne große Erfolge mit Alexei Jutwalin, u. a. auch auf der Weltmeisterschaft in Rom. Auch mit Juri Bogatow und verschiedenen anderen Partnern hatte er bis 2013 keine vorderen Platzierungen auf der FIVB World Tour. Mit Nikita Ljamin landete Barsuk im Oktober 2014 in Xiamen erstmals nach vier Jahren wieder auf dem World-Tour-Treppchen. 2015 gewann Barsuk an der Seite von Jaroslaw Koschkarjow die Silbermedaille bei den Europaspielen in Baku und nahm auch an der Weltmeisterschaft in den Niederlanden teil. Ende 2015 kehrte er zu Nikita Ljamin zurück und hatte seitdem einige Top-Ten-Platzierungen auf der FIVB World Tour. Bei den Olympischen Spielen in Rio de Janeiro belegten sie Platz fünf.
In der Halle spielte Barsuk bei VK Dynamo Krasnodar als Libero.